# Малашевіче-Дуже
Малашевіче-Дуже, або Малашевичі Великі (пол. Małaszewicze Duże) — село в Польщі, у гміні Тереспіль Більського повіту Люблінського воєводства.
Населення — 526 осіб (2011).

## Історія
На Варшавському сеймі в березні 1659 року маєток у волості Малашевичі був наданий у володіння українському козацькому дипломатові Павлові Тетері.
За даними етнографічної експедиції 1869—1870 років під керівництвом Павла Чубинського, у селі переважно проживали греко-католики, які розмовляли українською мовою.
У 1917—1918 роках у селі Малашевичі діяла українська школа, заснована 22 жовтня 1917 року, у якій навчалося 30 учнів, учитель — Е. Пазинський.
У 1975—1998 роках село належало до Білопідляського воєводства.

## Населення
Демографічна структура станом на 31 березня 2011 року:
|          | Загалом | Допрацездатний вік | Працездатний вік | Постпрацездатний вік |
| -------- | ------- | ------------------ | ---------------- | -------------------- |
| Чоловіки | 252     | 64                 | 157              | 31                   |
| Жінки    | 274     | 73                 | 139              | 62                   |
| Разом    | 526     | 137                | 296              | 93                   |